# ヌエボ・エスタディオ・デ・ロス・カルメネス
ヌエボ・エスタディオ・デ・ロス・カルメネス（Nuevo Estadio de Los Cármenes）は、スペイン・アンダルシア州グラナダ県グラナダにあるサッカー専用スタジアム。収容人数は19,336人で、1995年にグラナダCFのホームスタジアムとして開場した。

## 概要
このスタジアムは1995年5月16日にオープンした。1995年6月6日、レアル・マドリードとバイエル・レバークーゼン両者のテストマッチでこけら落としとなり、レアル・マドリードがペテル・ドゥボフスキーによるゴールで勝利した。
スタジアム初の公式戦はスペインとアルメニアによるU-21のナショナルマッチである。また、この試合はスペインが4-0で快勝している。
グラナダCFがこのスタジアムで初めてプレーしたのはXXIIIグラナダ・トロフィーのレアル・ベティス戦。グラナダはこの試合でベティスを4-1で下している。2018-19シーズン、グラナダがプリメーラ・ディビシオンへ昇格すると、スタジアムは1部の規模に合わせるための拡張を行った。具体的な工事内容は最新鋭の照明設置やピッチコンディションの改良、座席のデザイン変更そして新たなファンショップ開設などである。
ロス・カルメネスはグラナダ南部の郊外"サイディーン"に位置しており、この地は付近のハイウェイ、市のメインストリートからアクセスが良い。また、近隣にパラシオ・ムニシパル・デ・デポルテス・デ・グラナダというバスケットボールスタジアムが隣接している。

## 開催された主な大会・試合
- 国際Aマッチ

| 日付           | ホームチーム | 結果 | アウェーチーム | ラウンド                      |
| -------------- | ------------ | ---- | -------------- | ----------------------------- |
| 1995年9月6日   | スペイン     | 6-0  | キプロス       | UEFA EURO '96予選             |
| 2011年3月25日  | スペイン     | 2-1  | チェコ         | UEFA EURO 2012予選            |
| 2016年11月12日 | スペイン     | 4-0  | 北マケドニア   | 2018 FIFAワールドカップ・予選 |
| 2021年3月25日  | スペイン     | 1-1  | ギリシャ       | 2022 FIFAワールドカップ・予選 |
| 2023年9月12日  | スペイン     | 6-0  | キプロス       | UEFA EURO 2024予選            |